# Килба, Мухамед Сетбиевич
Мухаммед Сетбиевич Килба (род. 27 августа 1958, Старо-Кувинск, Адыге-Хабльский район, Карачаево-Черкесская автономная область, Ставропольский край) — государственный и военный деятель Абхазии, секретарь Совета безопасности Республики Абхазия, полковник Вооруженных сил Республики Абхазии.

## Биография
Родился 27 августа 1958 года в ауле Старо-Кувинск, Адыге-Хабльского района Карачаево-Черскесской автономной области Ставропольского края.
В 1975 году кончил Старо-Кувинскую среднюю школу, а в 1979 году окончил Орджоникидзевское высшее общевойсковое командное училище.
Проходил службу на должностях командира взвода разведывательной роты, начальника разведки полка в воинских частях Дальневосточного, Туркестанского и Северо-Кавказском военных округах.
С 1985 года по 1988 годы участвовал в военном конфликте на территории республики Афганистан. Награждён двумя орденами «Красная Звезда» и пятью медалями СССР и Афганистана.
В 1992—1993 годах участвовал в грузино-абхазской войне, где был командиром Гагрского оборонительного рубежа, заместителем командующего Гумистинским фронтом, командиром 1-й бригады Вооруженных Сил Абхазии, командующим Гумистинским фронтом, заместителем министра обороны Республики Абхазия. Имеет звание «Герой Абхазии».
После окончания войны, в 1995 году был избран депутатом Народного Собрания — Парламента Карачаево-Черкесской республики первого созыва, в 1999 году — второго созыва.
С 2003 по 2004 годы был Советником Президента Карачаево-Черкесской республики Мустафы Азрет-Алиевича Батдыева.
С 8 ноября 2004 по 25 февраля 2005 года был в должности министра обороны Абхазии.
В настоящее время является секретарём Совета безопасности Республики Абхазия.
Женат. Имеет троих детей.